# А скоро осень?
«А скоро осень?» (англ. Is It Fall Yet?) — полнометражный комедийно-драматический мультфильм, завершающий 4 сезон мультсериала «Дарья». Он рассказывает о летних приключениях Дарьи и её друзей.

## Сюжет
В заключительном эпизоде сезона «Покрась меня нежно» (англ. Dye! Dye! My Darling) Дарья целует Тома, парня своей лучшей подруги — Джейн. Этот эпизод заканчивается неопределённым будущим Дарьи, Тома и Джейн.
Действие фильма начинается в последний учебный день в школе Лондейл, где ученики уже строят планы на лето. Хотя Дарья и Джейн всё ещё поддерживают отношения, Джейн холодно относится к Дарье, а в их общении чувствуется напряжение. Дарья и Том начинают встречаться, но из-за особенностей характера Дарьи и серьёзности сложившейся ситуации их отношения развиваются крайне медленно. Видимо, чтобы избежать контактов с Дарьей, Джейн записалась на лето в колонию художников в Эшфилде. Дарья намерена провести каникулы дома, читая и смотря «Больной, безумный мир», но Хелен отправляет её в качестве помощника в детский лагерь мистера О’Нила «Не стесняйтесь плакать» для очень чувствительных детей.
Квин нанимает репетитора, чтобы повысить уровень знаний для поступления в колледж. При этом Квин обнаруживает свои скрытые интеллектуальные способности.
Находясь в лагере, Дарья встречает пессимистически настроенного мальчика Линка, который разочарован в своей жизни. Узнав в Линке себя, Дарья пытается помочь ему, однако он не принимает её помощи. Из-за этого Дарья начинает сомневаться в своих способностях к общению с другими людьми. Параллельно с этим осложняются её отношения с Томом.
Мистер ДеМартино полностью разочаровывается в работе учителя, однако, согласившись помочь О’Нилу с его лагерем, он завоёвывает любовь и уважение детей и понимает, почему стал учителем.
Тем временем Джейн понимает, что художественный лагерь не так хорош, как она предполагала, он населён чрезвычайно высокомерными студентами под руководством помешанного на саморекламе художника весьма умеренных способностей, Дэниэла Дотсона (которого озвучивал Дейв Грол). Джейн знакомится в лагере с Эллисон, которая, так же как и Джейн, не приемлет притворство других членов лагеря. Их дружба прерывается после того, как Эллисон, проиграв ужин, подпаивает Джейн и пытается её соблазнить. Шокированная Джейн отвечает, что она любит парней, и девушками не интересуется, но в ответ Эллисон заявляет, что никогда не ошибётся в этом вопросе. В результате Джейн задумывается о своей ориентации. Когда она подходит к Эллисон для разъяснения ситуации, Эллисон говорит, что могла ошибиться и выдать желаемое за действительное. Также выясняется, что Элиссон стала встречаться с Дэниэлом ради карьеры, тогда как раньше она издевалась над ним вместе с Джейн. Джейн чувствует себя преданной и обманутой.
Дарья приезжает в колонию, чтобы навестить Джейн, после чего они окончательно мирятся. Дарья получает письмо от Линка, в котором он предлагает ей писать ему, таким образом, показывая, что она способна к общению с другими людьми. Джейн показывает, что больше не испытывает ревности, и говорит, что Дарья и Том — идеальная пара.
В конце фильма Дарья и Том решают дать их отношениям второй шанс, а Квин понимает, что она не такая уж и глупая, и перестаёт стесняться своего ума.

### Альтернативная версия
Версия фильма, показанная по телеканалу «The N», была серьёзно отредактирована, что сказалось на содержании. В частности, была полностью удалена сюжетная линия, показывающая отношения Джейн и Эллисон.

## Интересные факты
- В озвучивании мультфильма приняло участие много знаменитостей: Карсон Дейли (Carson Daly) озвучил летнего репетитора Квин, панк-рок певица Bif Naked озвучила подругу Джейн по художественному лагерю, а рок-музыкант Дейв Грол озвучил преподавателя в этом лагере.
- Группа Splendora написавшая заглавную тему к сериалу «You’re Standing on My Neck» написала песню и для этого фильма — «Turn the Sun Down».